# Đại hội Đảng Xã hội chủ nghĩa Thống nhất Đức
Đại hội Đảng Xã hội chủ nghĩa Thống nhất Đức (tiếng Đức: Parteitag der SED) là cơ quan cao nhất của Đảng Xã hội chủ nghĩa Thống nhất Đức. Đại hội bầu ra Ban Chấp hành Trung ương Đảng Xã hội chủ nghĩa Thống nhất Đức. Các đại hội được tổ chức ở Đông Berlin.

## Tổng quan
Đại hội Đảng SED được lãnh đạo đảng chuẩn bị kỹ lưỡng và dàn dựng. Các đại biểu của đại hội đã được lựa chọn và mời bởi Ban Chấp hành Trung ương Đảng. Đại biểu được lựa chọn từ các tổ chức đoàn thể có số lượng thành viên lớn và một số lượng tỷ lệ đại biểu thuộc phụ nữ và thanh niên và "những người lao động gương mẫu". Các ứng viên được Ban chấp hành Trung ương lựa chọn sau đó được bầu chọn bởi Đại hội đại biểu của đảng bộ địa phương.
Tất cả các đóng góp cho các cuộc thảo luận tại đại hội phải được đệ trình lên Ban chấp hành Trung ương để xác nhận trước. Bài phát biểu từ các tổ chức đoàn thể khác, đặc biệt là từ những người tiên phong Thälmann và Đoàn thanh niên tự do FDJ một phần của đại hội đảng. Ngoài ra, còn có một số lời phát biểu từ các tổ chức vũ trang cũng như lời chúc mừng quốc tế của các đảng anh em Xã hội chủ nghĩa, với chủ tịch hoặc tổng bí thư hoặc đại diện các đoàn tham dự. Ngoài phần chính thức, còn có các cuộc thảo luận dài, được xuất bản ở báo Neuen Deutschland, cũng như các cuộc thảo luận phê bình vừa phải trong các nhóm thảo luận trong đại hội đảng.
Một đặc điểm đặc biệt của mỗi đại hội đảng là các bản ghi âm không ngừng phát biểu của các đại biểu, mặc dù tất cả các bài phát biểu chính thức được in lại vào ngày hôm sau trong báo Neues Deutschland. Đối với các đại biểu, thường có một chiếc đồng hồ mạ vàng làm quà tặng của Đảng, trong đó xác định người đeo là một nhân vật quan trọng trong Đông Đức.
Vào tháng 4 năm 1946, một cuộc họp thường niên của đại hội đảng đã được thiết lập, tại đại hội SED đã được thành lập. Đại hội lần thứ hai diễn ra vào năm 1947, lần thứ ba diễn ra năm 1950. Sau đó, các đại hội đảng được tổ chức bốn năm một lần (trừ giữa Đại hội Đảng lần thứ năm và thứ sáu) và từ năm 1971 là sau 5 năm. Đại hội đảng cuối cùng là lần thứ XI tổ chức năm 1986. Trước những khó khăn kinh tế ngày càng tăng vào năm 1989, SED đã đổi tên thành PDS.
Các phiên họp toàn thể của Ban Chấp hành Trung ương đã diễn ra giữa các kỳ đại hội.

## Danh sách đại hội
|                           | Thời gian            | Nghị trình |
| ------------------------- | -------------------- | --- |
| Đại hội I                 | 21-22/4/1946         | Đại hội thống nhất KPD và SPD thành SED |
| Đại hội II                | 20-24/9/1947         | |
| Đại hội III               | 20-24/7/1950         | Đại hội thiết lập Ban chấp hành Trung ương Đảng, tập trung kinh tế vào ngành công nghiệp nặng, quyết định xây dựng EKO Stahl, và phá hủy cung Berlin                                                                    |
| Đại hội IV                | 30/3–6/4/1954        | |
| Đại hội V                 | 10-16/7/1958         | Thông qua mười điều răn về đạo đức và đạo đức Xã hội chủ nghĩa |
| Đại hội VI                | 15–21/1/1963         | Quyết định hệ thống kinh tế mới (NÖS) hoạch định và quản lý nền kinh tế quốc gia. Sự phân cấp của các cơ quan quản lý và lập kế hoạch và tự chịu trách nhiệm hơn                                                        |
| Đại hội VII               | 17–22/4/1967         | |
| Đại hội VIII              | 15-19/6/1971         | Thời kỳ mới Tổng Bí thư Erich Honecker. Một trong những điểm nổi bật của ngày khai mạc là thông điệp chào mừng từ phi hành đoàn Saljut 1. Thống nhất chính sách kinh tế và xã hội được quyết định.                      |
| Đại hội IX                | 18-22/5/1976         | Thông qua Điều lệ Đảng và Hiến chương mới |
| Đại hội X                 | 11– 16/4/1981        | 2700 đại biểu nhất trí xác nhận Trung ương Đảnh và Erich Honecker là Tổng Bí thư. Bộ Chính trị giảm từ 19 xuống 17 thành viên. Quyết định của một kế hoạch kinh tế với mục tiêu tốc độ tăng trưởng 5% cho đến năm 1985. |
| Đại hội XI                | 17– 21/4/1986        | Tổng Bí thư Trung ương Đảng Cộng sản Liên Xô Mikhail Gorbachev phát biểu tại đại hội đảng của SED. |
| Hội nghị đặc biệt SED/PDS | 8-9 và 16-17/12/1989 | Đổi tên SED thành PDS |

## Địa điểm
- 1946–1947: Admiralspalast
- 1950–1971: Werner-Seelenbinder-Halle
- 1976–1986: Cung Cộng hòa
- 1989: Sportforum Hohenschönhausen